# Terry Watt
Terence „Terry” Watt (ur. 20 grudnia 1946) – irlandzki judoka. Olimpijczyk z Monachium 1972, gdzie zajął dziewiętnaste miejsce w wadze średniej.
Uczestnik mistrzostw świata w 1971, 1973, 1975, 1979 i 1981. Brązowy medalista mistrzostw Wspólnoty Narodów w 1988 i akademickich MŚ w 1968 roku.

## Letnie Igrzyska Olimpijskie 1972
| Konkurencja | Eliminacje           | Klas. końcowa |
| Konkurencja | Przeciwnik I         | Miejsce       |
| ----------- | -------------------- | ------------- |
| 80 kg       | Alex Bijkerk (AUS) P | 19.           |